# The Birthday Massacre
The Birthday Massacre est un groupe canadien de rock électronique jouant à la frontière du metal et mêlant des influences variées de synthpop et de darkwave, basé à Toronto, Canada. Le groupe s'est formé en 1999, connu à l'époque sous le nom de Imagica, un nom tiré d'un roman de Clive Barker. Ils ont développé une musique atmosphérique très marquée et une imagerie fantastique et féérique s'appuyant notamment sur des atmosphères nocturnes et champêtres.

## Histoire

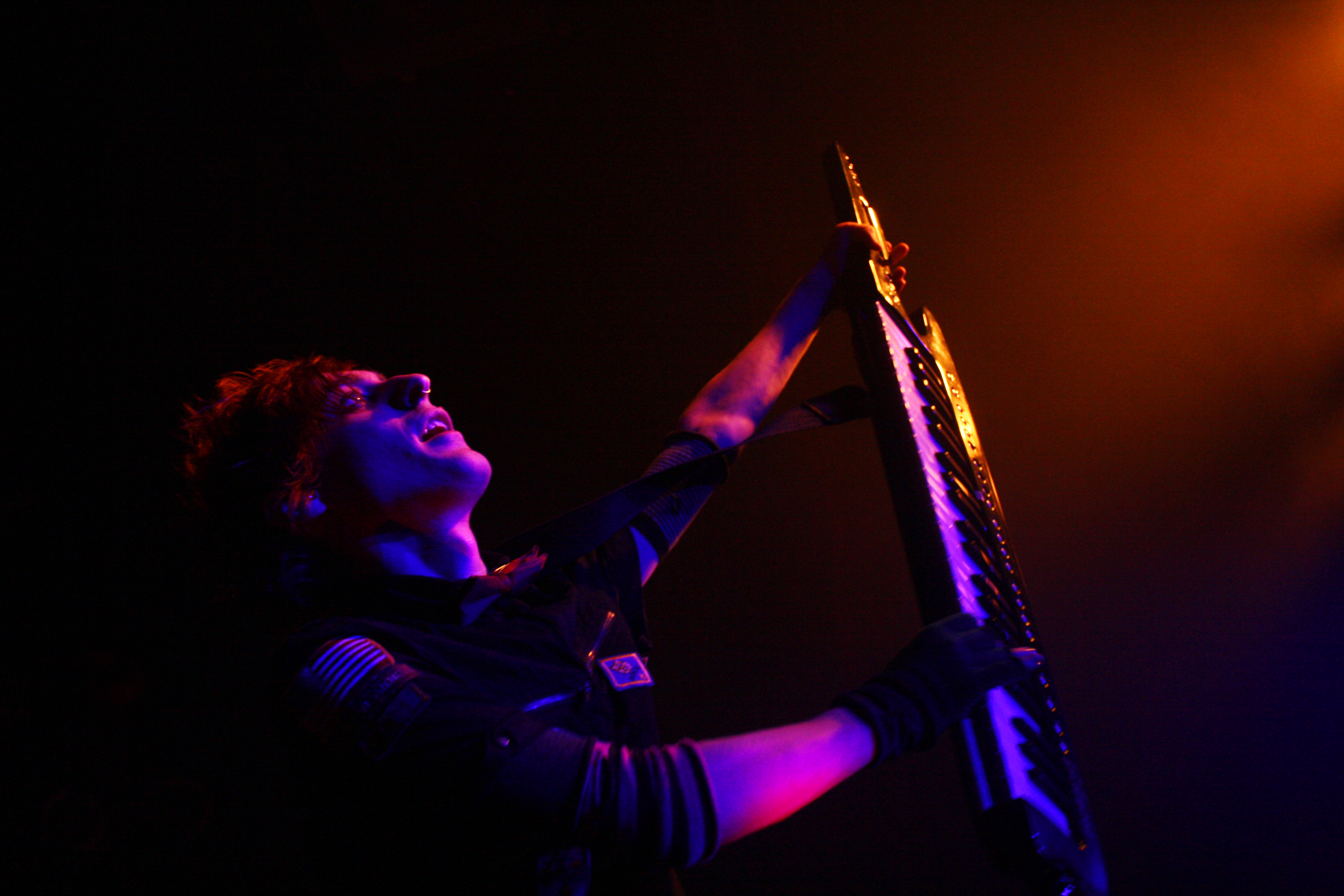
Owen (keytar) au Mod Club à Toronto, Canada, le 17 mai 2009.

Le groupe se forme en 1999, sous le nom d'Imagica, lorsque Rainbow (guitare et programmation) et M. Falcore (guitare) rencontrent Chibi (chant) et Aslan (basse) à l'université. En 2000, Dank, un ami de Chibi, rejoint le groupe en tant que claviériste. O.E. répond à une annonce afin de rejoindre le groupe en tant que batteur.
En 2001, le groupe s'installe à Toronto et enregistre alors un CD démo en édition limitée. Peu de temps avant la sortie du CD, le groupe adopte le nom de The Birthday Massacre (titre de l'une de leurs chansons, qui fut alors renommée Happy Birthday), pour éviter toute confusion avec un autre groupe s'appelant également Imagica.
En juillet 2002, le groupe sort leur premier album, Nothing and Nowhere, en édition limitée. En 2003, Adm et Rhim rejoignent le groupe.
Le 20 juillet 2004, The Birthday Massacre sort Violet, un EP de 9 chansons, et à la fin de l'année, re-sort Nothing and Nowhere. Adm quitte le groupe. À l'automne 2004, le groupe signe avec Repo Records en Allemagne.
En 2005, le groupe signe avec Metropolis Records et re-sort Violet, cette fois en tant qu'album. En août, le groupe commence alors une série de tournées internationales qui les emmène en Suisse, Allemagne, Pays-Bas, Hongrie, République tchèque et Belgique. Toujours en août, sort un DVD comprenant le clip de Blue, des séquences dans les coulisses, des entrevues, une performance studio de Nevermind, ainsi que des performances live de Violet et Video Kid.
Le 11 septembre 2007, le groupe sort Walking With Strangers en Amérique du Nord. L'album est sorti en Europe le 21 septembre et au Royaume-Uni le 22 octobre. Lors de la tournée européenne, un concert a été filmé à Hambourg (Allemagne), qui deviendra plus tard le DVD live Show and Tell.
En mai 2008, ils sortent Looking Glass EP, contenant le clip vidéo de Looking Glass, trois chansons inédites et plusieurs de leurs chansons remixées par des artistes de musique électronique. À partir du 17 juin, ils partent en tournée avec Mindless Self Indulgence, Julien-K, Fake Shark - Real Zombie! et Combichrist.
Le 5 mai 2009, le groupe sort Show and Tell, un CD contenant 16 chansons live enregistrées lors du concert à Hambourg, en Allemagne. La partie DVD sort le 2 octobre 2009 en Europe et le 9 février 2010 en Amérique du Nord.
En juin 2010, Chibi annonce sur son profil MySpace que le nouvel album sortira le 14 septembre 2010, sous le nom de Pins and Needles. Le clip du single In the Dark, réalisé par M. Falcore et Rodrigo Gudiño (fondateur et éditeur du magazine Rue Morgue) est publié sur YouTube en septembre 2010. La vidéo rend hommage à plusieurs films d'horreur et de fantaisie tels que Les Griffes de la nuit et Legend.
En août 2011 sort leur EP Imaginary Monsters, composé de 3 chansons inédites ainsi que de plusieurs remix de chansons issues de leur album précédent.
Leur album Hide And Seek sort fin 2012 et rencontre un certain succès.
En 2014, le groupe annonce le lancement d'une campagne de financement participatif via le site PledgeMusic afin de pouvoir réaliser un nouvel album. Leur objectif est atteint en moins de 24 heures et l'album Superstition sort en novembre 2014.
Ils annoncent également la sortie, en juillet 2016, d'une compilation de 11 chansons remastérisées, composées initialement lorsque le groupe s'appelait Imagica.
Le groupe décide de renouveler l'expérience de financement participatif en 2016, en lançant une nouvelle campagne sur PledgeMusic pour un album qui sortirait en 2017. Une fois encore, leur objectif est rapidement atteint et l'album Under Your Spell sort en juin 2017.
Leur huitième album, Diamonds, sort en mars 2020.
Le groupe a sorti son neuvième album, intitulé Fascination, en février 2022.
En avril 2025, le groupe sort son dixième album Pathways. 

## Membres

### Formation actuelle
- Chibi - chant, paroles (depuis 1999)
- Rainbow - guitare, synthétiseur, chœurs, mixage, paroles, ingénieur du son, réalisation (depuis 1999)
- Michael Falcore - guitare, synthétiseur, mixage, paroles, ingénieur du son, réalisation (depuis 1999)
- Owen - claviers, keytar, web design (depuis 2005)
- Philip Elliott – batterie (depuis 2017)
- Brett Carruthers - basse (depuis 2019), claviers (live, lors de la première tournée aux États-Unis en 2004)

### Anciens membres
- O.E. - basse, chœurs, paroles, ingénieur du son (2007-2010), batterie (2000-2003)
- Aslan - basse, ingénieur du son, web design (1999–2007)
- Adm - claviers (2002–2004)
- Dank - claviers (1999–2001)
- Rhim - batterie, design sonore (2003–2017)
- Nate Manor - basse (2010–2019)

## Discographie

### Albums studio
- Nothing and Nowhere (2002, re-sorti en 2004)
- Violet (2005)
- Walking With Strangers (2007)
- Pins and Needles (2010)
- Hide and Seek (2012)
- Superstition (2014)
- Under Your Spell (2017)
- Diamonds (2020)
- Fascination (2022)
- Pathways (2025)

### EPs
- Violet EP (2004)
- Looking Glass EP (2008)
- Imaginary Monsters (2011)

### Compilations
- Imagica (2016)

### Démos
- Demo 1 (2000) (en tant qu'Imagica)
- Demo 2 (2001) (en tant qu'Imagica)

### Albums live/DVD
- Show And Tell (CD Live) (2009)
- Show And Tell (DVD Live) (2010)

## Clips vidéos
| Année | Chanson       | Directeur       |
| ----- | ------------- | --------------- |
| 2005  | Nevermind     | Steve Jones     |
| 2005  | Blue          | Dan Ouellette   |
| 2008  | Looking Glass | Dan Ouellette   |
| 2010  | In The Dark   | Michael Falcore |
| 2014  | Beyond        | Dan Ouellette   |
| 2015  | Superstition  | Shannon! Spread |
| 2017  | One           | Chris Nash      |